# Anjo da Escuridão
Angel of the Dark (Anjo da escuridão – no Brasil) é um livro de 2012, escrito por Tilly Bagshawe, que começou a escrever livros com a marca de Sidney Sheldon dois anos após a morte do autor. Esse foi o último livro lançado com a marca de Sidney Sheldon.
| Angel of the dark |                                                  |
| ----------------- | ------------------------------------------------ |
| Autor (es)        | Tilly Bagshawe, usando a marca de Sidney Sheldon |
| País              | Estados Unidos                                   |
| Gênero            | Suspense, romance                                |
| Páginas           | 398                                              |
| Lançamento        | 27/07/2012                                       |

| Edição brasileira |                             |
| ----------------- | --------------------------- |
| Tradução          | Michele Gerhardt Macculloch |
| Páginas           | 398                         |
| Editora           | Record                      |
| ISBN              | 978-85-01-09933-4           |

## Sinopse
Uma série de assassinatos está ocorrendo, sendo as vítimas os homens mais ricos do país, enquanto suas mulheres são violentadas e deixadas com vida. Após a morte, as esposas ficam com a herança - sendo esta doada para instituições de caridade - e simplesmente desaparecem.
A primeira vítima se chama Andrew Jakes, que é encontrado morto com sua mulher, que se encontra nua, violentada e repleta de hematomas, amarrada a ele, em sua residência localizada em Hollywood Hills.
Danny McGuire, investigador do caso, fica indignado com o estado das vítimas, e então começa a buscar pelo assassino. Porém seu trabalho não é concluído, pois a mulher de Andrew desaparece misteriosamente.
Após algum tempo, Danny, agora casado, atua como integrante da Interpol. Matt Daley, filho de Andrew, entrega pistas para Danny sobre a mulher que está sempre a um passo na frente de todos, e então, juntos, recomeçam a busca.